# Гашимова, Садагат
Садагат Гашимова (азерб. Sədaqət Haşımova; дата рождения неизвестна, Хачмасский район) — советский азербайджанский пекарь, лауреат премии Ленинского комсомола (1988).

## Биография
Родилась в Хачмасском районе Азербайджанской ССР.
Окончила учебный комбинат при Министерстве продовольствия Азербайджанской ССР.
Окончив учебу, начала трудовую деятельность рабочей комсомольско-молодёжной бригады Бакинского комбината хлебопродуктов № 2. Достигла высоких результатов при выполнении производственных заданий двенадцатой пятилетки (1986—1990), освоив технику хлебопечения, проявила себя как примерная рабочая.
За большие успехи на производстве Садагат Гашимова в 1988 году удостоена премии Ленинского комсомола.